# 4849 Ardenne
4849 Ardenne је астероид главног астероидног појаса чија средња удаљеност од Сунца износи 2,279 астрономских јединица (АЈ).
Апсолутна магнитуда астероида је 13,8.